# Lest
Lest (szlovákul: Lešť) katonai körzet (vojenský obvod) Szlovákiában, a Besztercebányai kerületben, a Zólyomi járásban. 1950-ig önálló község.

## Fekvése
Zólyomtól 35 km-re délkeletre fekszik, Túrmező tartozik hozzá.

## Története
1573-ban említik először, a Balassa család birtoka volt. 1554 és 1594 között török megszállás alatt állt, a 17. század elejére teljesen elnéptelenedett. 1670 körül népesült be újra, ekkor a divényi, majd a kékkői váruradalomhoz tartozott. 1828-ban 119 házában 788 lakos élt, akik mezőgazdasággal és állattartással foglalkoztak.
Vályi András szerint "LEST. Tót falu Nógrád Várm. földes Urai több Uraságok, lakosai katolikusok, és reformátusok, fekszik felső Tiszovnyiknak szomszédságában, és annak filiája, határja ollyan mint Alsó Tiszovnyiké."
Fényes Elek szerint "Lest, tót falu, Nógrád vgyében: 26 kath., 1246 evang. lak. Evang. anyatemplom. Határjok köves, sovány, azért is fuvarozásból, gabonakereskedésből és hüvelykes veteményekből táplálják magokat. F. u. gr. Zichy, b. Balassa. Ut. p. Losoncz."
Itt haladt a Fernand Vix szorgalmazására létrejött Bartha–Milan Hodža-egyezmény a Felvidék kiürítésével kapcsolatos demarkációs vonala, amit később módosítottak a magyar etnikum kárára. A trianoni békeszerződésig Nógrád vármegye Balassagyarmati járásához tartozott. A község területe 1950 óta katonai kiképzőközpont és gyakorlótér.

## Népessége
| Év:            | 1994. | 2004.    | 2014.    | 2024.    |
| -------------- | ----- | -------- | -------- | -------- |
| Emberek száma: | 213   | 158      | 97       | 28       |
| Eltérés:       |       | -25,82 % | -38,60 % | -71,13 % |

| Év:            | 2023. | 2024.   |
| -------------- | ----- | ------- |
| Emberek száma: | 27    | 28      |
| Eltérés:       |       | +3,70 % |

1910-ben 862, túlnyomórészt szlovák anyanyelvű lakosa volt.
2001-ben 200 lakosából 191 szlovák volt.
2011-ben 33 lakosából 25 szlovák volt.

## Neves személyek
- Túrmezőn született 1782-ben Kováts-Martiny Gábor Pál a pozsonyi evangélikus líceum tanára, természettudós, tankönyvíró.
- Itt született 1837-ben Thébusz János evangélikus lelkész, nevelő.
- Itt született Blasy József (1813–1879) katolikus pap.

## Külső hivatkozások
- Községinfó
- A kiképzőközpont oldala
- E-obce.sk Archiválva 2007. október 12-i dátummal a Wayback Machine-ben